# Élections législatives de 2012 dans le Var
Les élections législatives françaises de 2012 se déroulent les 10 et 17 juin 2012. Dans le département du Var, huit députés sont à élire dans le cadre de huit circonscriptions, soit une de plus que lors des législatures précédentes, en raison du redécoupage électoral. 
Une circonscription est en particulier créée pour représenter l'ensemble du « Haut-Var » (8e circonscription), par retranchements de cantons du nord-ouest au nord-est faisant jusque-là partie d'autres circonscriptions. Cette 8e circonscription représente environ 40 % de la superficie du département mais seulement 15 % de sa population.

## Élus
| Circonscription | Député sortant          | Parti      | Parti      | Député élu ou réélu     | Parti | Parti |
| --------------- | ----------------------- | ---------- | ---------- | ----------------------- | ----- | ----- |
| 1re             | Geneviève Levy          |            | UMP        | Geneviève Levy          |       | UMP   |
| 2e              | Philippe Vitel          |            | UMP        | Philippe Vitel          |       | UMP   |
| 3e              | Jean-Pierre Giran       |            | UMP        | Jean-Pierre Giran       |       | UMP   |
| 4e              | Jean-Michel Couve       |            | UMP        | Jean-Michel Couve       |       | UMP   |
| 5e              | Georges Ginesta         |            | UMP        | Georges Ginesta         |       | UMP   |
| 6e              | Josette Pons            |            | UMP        | Josette Pons            |       | UMP   |
| 7e              | Jean-Sébastien Vialatte |            | UMP        | Jean-Sébastien Vialatte |       | UMP   |
| 8e              | Siège créé              | Siège créé | Siège créé | Olivier Audibert-Troin  |       | UMP   |

## Impact du redécoupage territorial
La création de la 8e circonscription peut être vue comme une scission de la 5e, laquelle se sépare des cantons de Callas, Comps-sur-Artuby et Fayence. La 8e prend également les cantons d'Aups et de Draguignan à la 4e, laquelle prend le canton de Besse-sur-Issole à la 6e ; cette dernière laisse à la 8e les cantons de Barjols, Cotignac, Rians, Salernes et Tavernes, et à la 2e le canton de Solliès-Pont ; pour celle-ci, le canton de la Valette-du-Var (de la 3e) et la majorité du canton d'Ollioules (de la 7e) sont ajoutés, mais les cantons de Toulon IV, Toulon VII et Toulon IX sont transférés à la 1re. Toutes les circonscriptions sont ainsi modifiées.

## Résultats

### Résultats à l'échelle du département
| Parti          | Parti                                      | Premier tour | Premier tour | Second tour | Second tour | Sièges |
| Parti          | Parti                                      | Voix         | %            | Voix        | %           | Sièges |
| -------------- | ------------------------------------------ | ------------ | ------------ | ----------- | ----------- | ------ |
|                | Union pour un mouvement populaire          | 154 250      | 35,83        | 193 771     | 49,41       | 8      |
|                | Divers droite dont DLR, PCD                | 16 493       | 3,83         |             |             | 0      |
|                | Nouveau centre                             | 1 460        | 0,34         | 0           |             |        |
|                | Alliance centriste                         | 1 443        | 0,34         | 0           |             |        |
|                | Parti radical                              | 568          | 0,13         | 0           |             |        |
|                | Droite parlementaire                       | 174 214      | 40,47        | 193 771     | 49,41       | 8      |
|                |                                            |              |              |             |             |        |
|                | Parti socialiste                           | 53 076       | 12,33        | 54 274      | 13,84       | 0      |
|                | Europe Écologie Les Verts                  | 25 240       | 5,86         |             |             | 0      |
|                | Divers gauche dont MRC                     | 20 016       | 4,65         | 19 976      | 5,09        | 0      |
|                | Parti radical de gauche                    | 16 154       | 3,75         | 19 588      | 4,99        | 0      |
|                | Majorité présidentielle                    | 114 486      | 26,59        | 93 838      | 23,93       | 0      |
|                |                                            |              |              |             |             |        |
|                | Front national                             | 102 577      | 23,83        | 104 587     | 26,67       | 0      |
|                | Front de gauche                            | 19 715       | 4,58         |             |             | 0      |
|                | Divers écologiste dont LT-LNÉ, MHAN et AÉI | 8 429        | 1,96         | 0           |             |        |
|                | Mouvement démocrate                        | 4 878        | 1,13         | 0           |             |        |
|                | Extrême gauche dont LO, NPA et POI         | 2 488        | 0,58         | 0           |             |        |
|                | Divers                                     | 2 747        | 0,64         | 0           |             |        |
|                | Extrême droite                             | 615          | 0,14         | 0           |             |        |
|                | Régionaliste                               | 348          | 0,08         | 0           |             |        |
|                |                                            |              |              |             |             |        |
| Inscrits       | Inscrits                                   | 758 150      | 100,00       | 758 380     | 100,00      | 7      |
| Abstentions    | Abstentions                                | 322 454      | 42,53        | 344 418     | 45,41       |        |
| Votants        | Votants                                    | 435 696      | 57,47        | 413 962     | 54,59       |        |
| Blancs et nuls | Blancs et nuls                             | 5 199        | 1,19         | 21 766      | 5,26        |        |
| Exprimés       | Exprimés                                   | 430 497      | 98,81        | 392 196     | 94,74       |        |

### Résultats par circonscription

#### Première circonscription (Toulon-Centre)
| Candidat       | Candidat                       | Parti              | Premier tour | Premier tour | Second tour | Second tour |  |
| Candidat       | Candidat                       | Parti              | Voix         | %            | Voix        | %           |  |
| -------------- | ------------------------------ | ------------------ | ------------ | ------------ | ----------- | ----------- |  |
|                | Geneviève Levy sortante réélue | UMP                | 16 799       | 42,01        | 23 213      | 62,52       |  |
|                | Robert Alfonsi                 | PS                 | 11 094       | 27,74        | 13 915      | 37,48       |  |
|                | Danièle Le Gac                 | FN                 | 8 241        | 20,61        |             |             |  |
|                | Philippe Himber                | FG (PCF)           | 1 652        | 4,13         |             |             |  |
|                | Pierre-Jacques Depallens       | MoDem              | 909          | 2,27         |             |             |  |
|                | Josette Corbin                 | LT-LNÉ             | 458          | 1,17         |             |             |  |
|                | Étienne Eblin                  | AÉI                | 333          | 0,83         |             |             |  |
|                | Pierre Costa                   | Régionaliste (POC) | 155          | 0,39         |             |             |  |
|                | Nicole Jeune                   | NPA                | 117          | 0,29         |             |             |  |
|                | Jean-Michel Ghiotto            | LO                 | 110          | 0,28         |             |             |  |
|                | Dominique Canut                | POI                | 107          | 0,27         |             |             |  |
|                |                                |                    |              |              |             |             |  |
| Inscrits       | Inscrits                       | Inscrits           | 73 594       | 100,00       | 73 594      | 100,00      |  |
| Abstentions    | Abstentions                    | Abstentions        | 33 208       | 45,12        | 35 076      | 47,66       |  |
| Votants        | Votants                        | Votants            | 40 386       | 54,88        | 38 518      | 52,34       |  |
| Blancs et nuls | Blancs et nuls                 | Blancs et nuls     | 411          | 1,02         | 1 390       | 3,61        |  |
| Exprimés       | Exprimés                       | Exprimés           | 39 975       | 98,98        | 37 128      | 96,39       |  |

#### Deuxième circonscription (Toulon-Nord)
| Candidat       | Candidat                     | Parti          | Premier tour | Premier tour | Second tour | Second tour |  |
| Candidat       | Candidat                     | Parti          | Voix         | %            | Voix        | %           |  |
| -------------- | ---------------------------- | -------------- | ------------ | ------------ | ----------- | ----------- |  |
|                | Philippe Vitel sortant réélu | UMP            | 16 934       | 35,28        | 19 409      | 40,13       |  |
|                | Mireille Peirano             | PS             | 14 461       | 30,13        | 18 329      | 37,89       |  |
|                | Jean-Yves Waquet             | FN             | 11 650       | 24,27        | 10 633      | 21,98       |  |
|                | Luc Léandri                  | FG (PG)        | 2 543        | 5,30         |             |             |  |
|                | Olivier Lesage               | AÉI            | 999          | 2,08         |             |             |  |
|                | Nicolas Lapeyre              | LT-LNÉ         | 621          | 1,29         |             |             |  |
|                | Anna Rallo                   | MoDem          | 607          | 1,26         |             |             |  |
|                | Renée Defrance               | LO             | 178          | 0,37         |             |             |  |
|                |                              |                |              |              |             |             |  |
| Inscrits       | Inscrits                     | Inscrits       | 87 294       | 100,00       | 87 294      | 100,00      |  |
| Abstentions    | Abstentions                  | Abstentions    | 38 712       | 44,35        | 38 235      | 43,8        |  |
| Votants        | Votants                      | Votants        | 48 582       | 55,65        | 49 059      | 56,2        |  |
| Blancs et nuls | Blancs et nuls               | Blancs et nuls | 589          | 1,21         | 688         | 1,4         |  |
| Exprimés       | Exprimés                     | Exprimés       | 47 993       | 98,79        | 48 371      | 98,6        |  |

#### Troisième circonscription (Hyères)
| Candidat       | Candidat                        | Parti              | Premier tour | Premier tour | Second tour | Second tour |  |
| Candidat       | Candidat                        | Parti              | Voix         | %            | Voix        | %           |  |
| -------------- | ------------------------------- | ------------------ | ------------ | ------------ | ----------- | ----------- |  |
|                | Jean-Pierre Giran sortant réélu | UMP                | 21 278       | 37,88        | 24 356      | 43,41       |  |
|                | Joël Canapa                     | PRG (PS)           | 16 154       | 28,76        | 19 588      | 34,91       |  |
|                | Bruno Gollnisch                 | FN                 | 13 550       | 24,12        | 12 159      | 21,67       |  |
|                | Gilberte Mandon                 | FG (PCF)           | 2 395        | 4,26         |             |             |  |
|                | Françoise Guilmoto              | AÉI                | 893          | 1,60         |             |             |  |
|                | Jean Donzel                     | AC                 | 813          | 1,45         |             |             |  |
|                | Jean-Louis Banès                | PCD                | 545          | 0,97         |             |             |  |
|                | Anne Foata                      | Régionaliste (POC) | 193          | 0,34         |             |             |  |
|                | Frédéric Gourc                  | LO                 | 180          | 0,32         |             |             |  |
|                | Jacques Nikonoff                | Extrême gauche     | 162          | 0,29         |             |             |  |
|                |                                 |                    |              |              |             |             |  |
| Inscrits       | Inscrits                        | Inscrits           | 97 734       | 100,00       | 97 734      | 100,00      |  |
| Abstentions    | Abstentions                     | Abstentions        | 40 773       | 41,72        | 40 739      | 41,68       |  |
| Votants        | Votants                         | Votants            | 56 961       | 58,28        | 56 995      | 58,32       |  |
| Blancs et nuls | Blancs et nuls                  | Blancs et nuls     | 798          | 1,4          | 892         | 1,57        |  |
| Exprimés       | Exprimés                        | Exprimés           | 56 163       | 98,6         | 56 103      | 98,43       |  |

#### Quatrième circonscription (Le Luc)
| Candidat       | Candidat                        | Parti          | Premier tour | Premier tour | Second tour | Second tour |  |
| Candidat       | Candidat                        | Parti          | Voix         | %            | Voix        | %           |  |
| -------------- | ------------------------------- | -------------- | ------------ | ------------ | ----------- | ----------- |  |
|                | Jean-Michel Couve sortant réélu | UMP            | 18 117       | 32,21        | 24 981      | 56,17       |  |
|                | Jean-Louis Bouguereau           | FN             | 13 347       | 23,73        | 19 490      | 43,83       |  |
|                | Jean-Laurent Félizia            | EÉLV (PS)      | 12 250       | 21,78        |             |             |  |
|                | Vincent Morisse                 | diss. UMP      | 7 967        | 14,16        |             |             |  |
|                | Jean-Marie Bernardi             | FG (PCF)       | 2 409        | 4,28         |             |             |  |
|                | Chantal Thomas                  | MHAN           | 755          | 1,34         |             |             |  |
|                | Marie-José Reche                | Divers droite  | 402          | 0,71         |             |             |  |
|                | Marika Patti                    | DLR            | 390          | 0,69         |             |             |  |
|                | Christine Beyl                  | AÉI            | 353          | 0,63         |             |             |  |
|                | Didier Grassineau               | NPA            | 137          | 0,24         |             |             |  |
|                | Pierre Deidon                   | LO             | 126          | 0,22         |             |             |  |
|                |                                 |                |              |              |             |             |  |
| Inscrits       | Inscrits                        | Inscrits       | 99 234       | 100,00       | 99 266      | 100,00      |  |
| Abstentions    | Abstentions                     | Abstentions    | 42 266       | 42,59        | 48 857      | 49,22       |  |
| Votants        | Votants                         | Votants        | 56 968       | 57,41        | 50 409      | 50,78       |  |
| Blancs et nuls | Blancs et nuls                  | Blancs et nuls | 715          | 1,26         | 5 938       | 11,78       |  |
| Exprimés       | Exprimés                        | Exprimés       | 56 253       | 98,74        | 44 471      | 88,22       |  |

#### Cinquième circonscription (Fréjus)
| Candidat       | Candidat                      | Parti          | Premier tour | Premier tour | Second tour | Second tour |  |
| Candidat       | Candidat                      | Parti          | Voix         | %            | Voix        | %           |  |
| -------------- | ----------------------------- | -------------- | ------------ | ------------ | ----------- | ----------- |  |
|                | Georges Ginesta sortant réélu | UMP            | 21 209       | 40,87        | 24 955      | 59,64       |  |
|                | David Rachline                | FN             | 13 261       | 25,56        | 16 888      | 40,36       |  |
|                | Martine Bouvard               | PS             | 10 938       | 21,08        |             |             |  |
|                | Philippe Michel               | MoDem          | 3 362        | 6,48         |             |             |  |
|                | Marie-Dominique Fièvre        | FG (PCF)       | 1 494        | 2,88         |             |             |  |
|                | Serge Castro                  | LT-LNÉ         | 847          | 1,63         |             |             |  |
|                | Moussa Ba                     | AÉI            | 373          | 0,72         |             |             |  |
|                | Thérèse Thomas                | MPF            | 222          | 0,43         |             |             |  |
|                | Muriel Monchal                | LO             | 182          | 0,35         |             |             |  |
|                |                               |                |              |              |             |             |  |
| Inscrits       | Inscrits                      | Inscrits       | 91 027       | 100,00       | 91 027      | 100,00      |  |
| Abstentions    | Abstentions                   | Abstentions    | 38 543       | 42,34        | 44 815      | 49,23       |  |
| Votants        | Votants                       | Votants        | 52 484       | 57,66        | 46 212      | 50,77       |  |
| Blancs et nuls | Blancs et nuls                | Blancs et nuls | 596          | 1,14         | 4 369       | 9,45        |  |
| Exprimés       | Exprimés                      | Exprimés       | 51 888       | 98,86        | 41 843      | 90,55       |  |

#### Sixième circonscription (Brignoles)
| Candidat       | Candidat                     | Parti          | Premier tour | Premier tour | Second tour | Second tour |  |
| Candidat       | Candidat                     | Parti          | Voix         | %            | Voix        | %           |  |
| -------------- | ---------------------------- | -------------- | ------------ | ------------ | ----------- | ----------- |  |
|                | Josette Pons sortante réélue | UMP            | 22 420       | 35,65        | 29 027      | 60,67       |  |
|                | Armelle de Pierrefeu         | FN             | 15 707       | 24,97        | 18 820      | 39,33       |  |
|                | Delphine Van Hoorebeke       | EÉLV (PS)      | 12 990       | 20,65        |             |             |  |
|                | Gérard Bleinc                | Divers gauche  | 4 750        | 7,55         |             |             |  |
|                | Alain Bolla                  | FG (PCF)       | 3 892        | 6,19         |             |             |  |
|                | Christophe Bolla             | NC             | 1 460        | 2,32         |             |             |  |
|                | Robert Silvani               | LT-LNÉ         | 718          | 1,14         |             |             |  |
|                | Laurile Koscielski           | AÉI            | 477          | 0,76         |             |             |  |
|                | Jean-Charles Pipino          | NPA            | 267          | 0,42         |             |             |  |
|                | Sabrina Coen                 | LO             | 212          | 0,34         |             |             |  |
|                | Marianne Wasser              | Divers         | 0            | 0,00         |             |             |  |
|                |                              |                |              |              |             |             |  |
| Inscrits       | Inscrits                     | Inscrits       | 108 178      | 100,00       | 108 388     | 100,00      |  |
| Abstentions    | Abstentions                  | Abstentions    | 44 590       | 41,22        | 53 674      | 49,52       |  |
| Votants        | Votants                      | Votants        | 63 588       | 58,78        | 54 714      | 50,48       |  |
| Blancs et nuls | Blancs et nuls               | Blancs et nuls | 695          | 1,09         | 6 867       | 12,55       |  |
| Exprimés       | Exprimés                     | Exprimés       | 62 893       | 98,91        | 47 847      | 87,45       |  |

#### Septième circonscription (La Seyne-sur-Mer)
| Candidat       | Candidat                              | Parti               | Premier tour | Premier tour | Second tour | Second tour |  |
| Candidat       | Candidat                              | Parti               | Voix         | %            | Voix        | %           |  |
| -------------- | ------------------------------------- | ------------------- | ------------ | ------------ | ----------- | ----------- |  |
|                | Jean-Sébastien Vialatte sortant réélu | UMP                 | 19 236       | 34,37        | 23 705      | 41,65       |  |
|                | Ladislas Polski                       | MRC (PS, EÉLV, PRG) | 15 266       | 27,27        | 19 976      | 35,10       |  |
|                | Frédéric Boccaletti                   | FN                  | 13 008       | 23,24        | 13 234      | 23,25       |  |
|                | Arthur Paecht                         | Divers droite       | 2 695        | 4,81         |             |             |  |
|                | Christine Sampéré                     | FG (PCF)            | 2 541        | 4,54         |             |             |  |
|                | Damien Guttierez                      | AC                  | 630          | 1,13         |             |             |  |
|                | Michel Cantinol                       | LT-LNÉ              | 627          | 1,12         |             |             |  |
|                | Danièle Azout                         | AÉI                 | 462          | 0,83         |             |             |  |
|                | Bernard Raybaud                       | DLR                 | 367          | 0,66         |             |             |  |
|                | Michel de Maynard                     | Extrême droite      | 361          | 0,64         |             |             |  |
|                | Françoise Guardia                     | PDF                 | 254          | 0,45         |             |             |  |
|                | Henri Pascal                          | NPA                 | 221          | 0,39         |             |             |  |
|                | Sixtine Derville                      | PCD                 | 174          | 0,31         |             |             |  |
|                | Marie-Renée Balty                     | LO                  | 130          | 0,23         |             |             |  |
|                | Marion Kaplan                         | Divers écologiste   | 0            | 0,00         |             |             |  |
|                |                                       |                     |              |              |             |             |  |
| Inscrits       | Inscrits                              | Inscrits            | 101 228      | 100,00       | 101 226     | 100,00      |  |
| Abstentions    | Abstentions                           | Abstentions         | 44 576       | 44,04        | 43 511      | 42,98       |  |
| Votants        | Votants                               | Votants             | 56 652       | 55,96        | 57 715      | 57,02       |  |
| Blancs et nuls | Blancs et nuls                        | Blancs et nuls      | 680          | 1,2          | 800         | 1,39        |  |
| Exprimés       | Exprimés                              | Exprimés            | 55 972       | 98,8         | 56 915      | 98,61       |  |

#### Huitième circonscription (Draguignan)
Nouvelle circonscription
| Candidat       | Candidat                   | Parti          | Premier tour | Premier tour | Second tour | Second tour |  |
| Candidat       | Candidat                   | Parti          | Voix         | %            | Voix        | %           |  |
| -------------- | -------------------------- | -------------- | ------------ | ------------ | ----------- | ----------- |  |
|                | Olivier Audibert-Troin élu | UMP            | 18 257       | 30,76        | 24 125      | 40,54       |  |
|                | Bernard Clap               | PS             | 16 583       | 27,94        | 22 030      | 37,01       |  |
|                | Geneviève Blanc            | FN             | 13 813       | 23,27        | 13 363      | 22,45       |  |
|                | Max Piselli                | Divers droite  | 3 194        | 5,38         |             |             |  |
|                | Joëlle Mecagni             | FG (PCF)       | 2 789        | 4,70         |             |             |  |
|                | Pierre Jugy                | Divers         | 2 089        | 3,52         |             |             |  |
|                | Maryse Rétali              | Divers         | 656          | 1,11         |             |             |  |
|                | Thierry Gabet              | PRV            | 568          | 0,96         |             |             |  |
|                | Joël Virriat               | AÉI            | 513          | 0,86         |             |             |  |
|                | Alain Vigier               | DLR            | 360          | 0,61         |             |             |  |
|                | Fiorella Chaudessolle      | NPA            | 249          | 0,42         |             |             |  |
|                | Marc-Henri Fiaschi         | MPF            | 177          | 0,30         |             |             |  |
|                | Léna Sztrusman             | LO             | 110          | 0,19         |             |             |  |
|                | Robert Garcia              | Divers         | 2            | 0,00         |             |             |  |
|                |                            |                |              |              |             |             |  |
| Inscrits       | Inscrits                   | Inscrits       | 99 861       | 100,00       | 99 851      | 100,00      |  |
| Abstentions    | Abstentions                | Abstentions    | 39 786       | 39,84        | 39 511      | 39,57       |  |
| Votants        | Votants                    | Votants        | 60 075       | 60,16        | 60 340      | 60,43       |  |
| Blancs et nuls | Blancs et nuls             | Blancs et nuls | 715          | 1,19         | 822         | 1,36        |  |
| Exprimés       | Exprimés                   | Exprimés       | 59 360       | 98,81        | 59 518      | 98,64       |  |

Au premier tour, sur les 65 communes de la circonscription, le candidat du PS Bernard Clap et le candidat de l'UMP Olivier Audibert-Troin, sont arrivés en tête dans 28 communes chacun, auxquelles il faut rajouter une commune où ils sont à égalité (Sillans-la-Cascade). Geneviève Blanc (FN) a terminé en tête dans 7 communes tandis que Pierre Jugy arrive premier à Tourtour, commune dont il est le maire depuis 2008.
Au premier tour, Olivier Audibert-Troin (UMP) a enregistré son meilleur score à Vérignon, recueillant les voix de 11 des 13 votants (sur 28 inscrits), soit 91,67 %. Bernard Clap (PS) a réalisé son meilleur score à Trigance (dont il est le maire), récoltant 109 voix sur 147 exprimées (74,15 %). Geneviève Blanc (FN) réalise son meilleur score à Artignosc-sur-Verdon avec 39,27 % des voix, Max Piselli (DVD) à Callian (22,67 %), Joëlle Mecagni (FG) à Barjols (17,35 %) et Maryse Rétali (SE) à Bargème (3,16 %). Enfin, Pierre Jugy (SE), maire de Tourtour, a réalisé son meilleur score dans sa commune (46,77 %).
À souligner qu'Olivier Audibert-Troin a dépassé les 30 % dans 30 communes et les 20 % dans 57 communes ; Bernard Clap a franchi les 30 % dans 28 communes et les 20 % dans 62 communes ; Geneviève Blanc a franchi les 30 % dans 7 communes et les 20 % dans 45 communes. Pierre Jugy a franchi les 10 % dans 6 communes, Joëlle Mécagni dans 5 et Max Piselli dans 3 communes.
À noter que Trigance fut la commune ayant le plus voté, avec 84,27 % (150 votants sur 178 inscrits), suivie par Le Bourguet (78,95 %), Moissac-Bellevue (77,33 %) et La Martre (75,00 %). A contrario, Vérignon a le moins voté, avec 46,43 % (13 sur 28), seule commune sous les 50 %, suivie par Rians (54,78 %), Seillons Source-d'Argens (55,49 %) et Bras (55,85 %).